# Folket har aldrig segrat till fiendens musik
Folket har aldrig segrat till fiendens musik. Musikpolitiska artiklar är en skrift utgiven i juni 1977 på det maoistiska Oktoberförlaget med bidrag av bland andra Sæmund Fiskvik, Anders Johansson, Thomas Nydahl, Stefan Ringbom och Izzy Young.

## Historik
Maoisterna inom Sveriges Kommunistiska Parti hade blivit alltmer negativa till den progressiva musikrörelse som uppstått i Sverige omkring 1970. Skriften kan ses ett uttryck för partilinjens alltmer markanta betonande av svenskt nationellt oberoende och i den av Röd ungdom utgivna tidningen Rödluvan (nr. 1/1976) hade Anders Johansson avvisat Bruce Springsteen. I den i juni 1977 utgivna skriften hävdade Johansson att rockmusiken till sitt innehåll är reaktionär och imperialistisk eftersom den ansågs stå i "nära samband med USA-imperialismens offensiv efter andra världskriget". Han hävdade också att sådan "imperialistmusik" inte kan omfunktioneras eller fås att ändra klassinnehåll genom att förses med vänsterpolitiska texter och avvisade därigenom den svenska politiska rocken som vid denna tid var vanlig i Sverige. Johansson menar också rockgrupperna inom den dåvarande musikrörelsen har texter som är allt än progressiva . Thomas Nydahl riktar i skriften hård kritik mot Nationalteatern, som han menar har "en djupt borgerlig linje i sina texter".
Johansson tog av denna anledning avstånd från rockmusik och vurmade i stället för svensk folkmusik. Stefan Ringbom från Fria Proteatern hade redan 1974 skrivit "vi (...) börjar närma oss våra egna, nationella musikaliska rötter och traditioner, våra egna folkliga instrument och skapare av en ny svensk folkmusik (...) Vi behöver en ny klassmedveten folkmusik, som kan bidra till att ge Sveriges arbetarklass och arbetande folk en ny identitet i klasskampen" och i skriften från juni 1977 hyllar han även folkdansen. I baksidestexterna till Oktoberförlagets musikutgivningar finns också direkta citat eller andra texter inspirerade av nämnda skrift. Den musikkritik som Johansson, Robert Aschberg och andra förde i Rödluvan, Clarté och Gnistan hade under denna tid också blivit alltmer präglad av denna syn.
Skriften blev knappast någon framgång utanför de egna organisationerna utan bidrog till deras isolering. Folkmusikgruppen Norrlåtar, som var det den enda utanför Oktoberförlagets och det norska maoistiska skivbolaget MAI:s egna utgivningar som nämndes som positivt exempel, tog avstånd från Johanssons uppfattning om att de skulle "förverkliga en musikkultur av den typ som man eftersträvar i socialistiska stater som Kina och Albanien, dvs. en musikkultur som präglas av nationell form och socialistiskt innehåll". Vidare valde den Lundabaserade rockgruppen Fiendens musik sitt namn i direkt polemik mot de åsikter som framfördes av maoisterna.
I en uppmärksammad artikel, ursprungligen publicerad i Nordiska museets årsskrift "Fataburen" 1979, skrev folkmusikexperten Jan Ling, som i övrigt var positiv till utvecklingen inom 1970-talets svenska folkmusikvåg, att den maoistiska synen på folkmusiken innebar ett närmande till de nationalromantiska föreställningarna om denna. Detta genom att man mytologiserar den svenska folkmusiktraditionen och talar om musikens "väsen". Han hävdar att "I spårandet av det äktsvenska eller "specifikt svenska" (...) frånsäger man sig möjligheten att ta upp musikaliska stilar utifrån eller förstå den historiskt-dialektiska process i klasskampens perspektiv som varit drivande även i folkmusikens föränderlighet i tid och rum" och om denna syn på folkmusik "Den är i djupaste mening reaktionär, byggd på felaktig analys vad musik är och kan vara, en falsk historieskrivning som banar vägen för en national-socialistisk föreställning om folkmusik, som står den tyska 30-talsversionen mycket nära".
Då Jan Lings artikel 1994 publicerades på nytt skrev Eva Sæther, universitetslektor vid Musikhögskolan i Malmö, i en kommentar "...det måste ha smärtat att bli jämförda med (...) alltifrån romantiker till brunaste reaktionärer. I dag kan de berörda kanske småle nostalgiskt åt de exempel som Jan Ling lyfter fram, men då var det fortfarande allvar". Journalisten Håkan Lahger drog 1999 paralleller mellan fördömandet av rockmusik i Folket har aldrig segrat till fiendens musik och dirigenten Hjalmar Meissners artikel "Varning för jazz – en hemsk infektionssjukdom" (1921) och de attacker som riktades mot Alice Babs på grund av låten Swing it, magistern! (1940).

## Utgåva
- Fiskvik Saemund, red (1977). Folket har aldrig segrat till fiendens musik: musikpolitiska artiklar (1. uppl.). Stockholm: Oktoberförlaget. Libris 7627383. ISBN 91-7242-129-0